# Juan Francisco Conti Quinzano
Juan Francisco Conti Quintana (1484-1557) fue un humanista, preceptor, escritor y catedrático nacido en Quinzano, Brescia, Italia.

## Biografía
Juan Francisco estudió retórica, filosofía, griego, matemáticas y astrología, y tras su llegada a Francia, logró la protección del cardenal Georges d'Amboise, ministro de Francia, y fue nombrado preceptor del joven duque de Angulema, más tarde Francisco I de Francia.
Tras un tiempo de estancia en suelo francés, regresó a tierras italianas para ocuparse de la cátedra de bellas letras de Pádua, dando clases de retórica y griego, y en 1513 volvió a Francia para la publicación de varias de sus obras, y la lista de sus obras se publicaron en Memorie aneddotecritiche spettanti alla vita ed agli scritti di Gio, Francesco Quinzano Stoa, cuyo autor es J. Nember, Brescia, P. Nescovi, 1777, en 8.º

## Valoración
- En su juventud recibió de sus condiscípulos el nombre griego de Stoa, Pórtico de las Musas:
  - Por su facilidad por versificar
  - Hablando familiarmente lo hacía en verso
- El Padre Leonardo Cozzando escribió la biografía de este poeta fecundo (otras obras de Cozzando: Vago we curioso ristretto profano e sagro dell'historia Bresciana. Brescia: G. M. Rizzardi, 1694; Leonardi Cozzandi,...de Magisterio antiquorum..., Génova, 1684).
- Fue laureado por Luis XII de Francia el 14 de julio de 1509

## Obra
- Christiana opera:...., 1514.
- De celenberrimae Parrhisiorum urbis laudibus sylva, París, 1514.
- Disticha in fabulas...., 1506.
- Orpheo...., Mediolani, 1510.
- Otras